# ニシノオーカン
競走馬におけるニシノオーカンとは、
1. 日本の、1975年生まれの競走馬。本項にて記述。
2. 1986年3月8日に生まれた、父シヤンペンチヤーリー、母サクラテンセイ（母の父フオワードパス）の日本の競走馬。西山牧場生産のサラブレッドで、JRAで走ったものの未勝利に終わり、上山競馬場や佐賀競馬場を転々とした後、高知競馬場へ流れ着いた。通算成績77戦10勝[1]。

ニシノオーカン（1975年3月21日 - 不明）は、日本の競走馬。主な勝ち鞍は1978年のアラブ王冠、アラブ大賞典。主戦騎手は横田吉光。

## 経歴
1977年6月18日、中山競馬場でデビューし2着。2戦目に初勝利を飾る。2.1/2馬身差で勝利した実績を踏まえてかオープン戦へ駒を進めるもアラブ系オープンでは6着、新潟アラブ3歳ステークスでは8着と華々しい成績を収めることはできなかった。
4歳（1978年）になってからは東京競馬場での200万下戦を4戦目で勝利し、続く500万下では初戦勝利をあげた。3月19日のアラブ王冠では9番人気ながら2着馬に3馬身の差をつけ重賞初制覇。なお、このときの2着馬は後にタマツバキ記念春秋連覇を達成するリョクシュ。その後は勝入戦やオープン戦で活躍した後12月3日のアラブ大賞典（秋）にて重賞2勝目をあげた。
古馬になってからは、アラブ王冠二連覇をかけて挑むもビーシーアイガーの4着に敗れた。結局次戦のアラブステークスでの3着を最後に現役を引退。種牡馬へは上がらずその後の消息は不明。

## 競走成績
- 1977年（4戦1勝）
- 1978年（11戦6勝）
- 1979年（2戦0勝）

## 血統表
| ニシノオーカンの血統                               | ニシノオーカンの血統       | ニシノオーカンの血統 | （血統表の出典）         | （血統表の出典）   |
| 父 チカライチ Chikara Ichi 1963 鹿毛               | 父の父フジミナト 1953 栗毛 | トシシロ             | ダイオライト             | ダイオライト       |
| 父 チカライチ Chikara Ichi 1963 鹿毛               | 父の父フジミナト 1953 栗毛 | トシシロ             | 月城                     |                    |
| 父 チカライチ Chikara Ichi 1963 鹿毛               | 父の父フジミナト 1953 栗毛 | 弟詠                 | イブンヂアド             | イブンヂアド       |
| 父 チカライチ Chikara Ichi 1963 鹿毛               | 父の父フジミナト 1953 栗毛 | 弟詠                 | 太陽                     |                    |
| 父 チカライチ Chikara Ichi 1963 鹿毛               | 父の母フクサカエ 1956 鹿毛 | ツバサ               | トキノチカラ             | トキノチカラ       |
| 父 チカライチ Chikara Ichi 1963 鹿毛               | 父の母フクサカエ 1956 鹿毛 | ツバサ               | 日本泉                   |                    |
| 父 チカライチ Chikara Ichi 1963 鹿毛               | 父の母フクサカエ 1956 鹿毛 | ミスカズマ           |                          |                    |
| 父 チカライチ Chikara Ichi 1963 鹿毛               | 父の母フクサカエ 1956 鹿毛 |                      |                          |                    |
| 母 ダイサンカツラガワ Daisan Katsuragawa 1964 鹿毛 | 母の父タツマサ 1946 栗毛   | ラツキーパーク       | プライオリーパーク       | プライオリーパーク |
| 母 ダイサンカツラガワ Daisan Katsuragawa 1964 鹿毛 | 母の父タツマサ 1946 栗毛   | ラツキーパーク       | 初鶯                     |                    |
| 母 ダイサンカツラガワ Daisan Katsuragawa 1964 鹿毛 | 母の父タツマサ 1946 栗毛   | 菊花                 | オールグリーン           | オールグリーン     |
| 母 ダイサンカツラガワ Daisan Katsuragawa 1964 鹿毛 | 母の父タツマサ 1946 栗毛   | 菊花                 | 第五ダチユラ             |                    |
| 母 ダイサンカツラガワ Daisan Katsuragawa 1964 鹿毛 | 母の母ヤクシン 1951 鹿毛   | アサフジ             | プリメロ                 | プリメロ           |
| 母 ダイサンカツラガワ Daisan Katsuragawa 1964 鹿毛 | 母の母ヤクシン 1951 鹿毛   | アサフジ             | 第四ウエツデイングサーフ |                    |
| 母 ダイサンカツラガワ Daisan Katsuragawa 1964 鹿毛 | 母の母ヤクシン 1951 鹿毛   | ヂプロヒメ           |                          |                    |
| 母 ダイサンカツラガワ Daisan Katsuragawa 1964 鹿毛 | 母の母ヤクシン 1951 鹿毛   |                      |                          |                    |
| 出典                                               | 1.                         | 1.                   | 1.                       | 1.                 |